# 하루키촌
하루키촌(春木村)은 아이치현 아이치군에 설치되었던 촌이다. 현재의 도고정 남부에 해당한다.